# Michał Joachimowski
Michał Teodor Joachimowski (né le 26 septembre 1950 à Żnin, et mort le 19 janvier 2014) est un athlète polonais, spécialiste du triple saut.

## Biographie
Médaillé d'argent des Championnats d'Europe en salle de 1973, Michał Joachimowski remporte l'édition suivante, en 1974 à Göteborg, en établissant la meilleure performance de sa carrière en salle avec 17,03 m. Il devance sur le podium le soviétique Mikhail Bariban et le Français Bernard Lamitié.
Septième des Jeux olympiques de 1972, il se classe cinquième des Championnats d'Europe 1974 et décroche la médaille d'argent des Championnats d'Europe en salle de 1975. Il remporte par ailleurs six titres de champion de Pologne en plein air en 1972, 1973, 1974, 1975, 1976 et 1978, ainsi que trois titres en salle de 1973 à 1975.

### Palmarès
| Date | Compétition                    | Lieu      | Résultat | Performance |
| ---- | ------------------------------ | --------- | -------- | ----------- |
| 1972 | Jeux olympiques                | Munich    | 7e       |             |
| 1973 | Championnats d'Europe en salle | Rotterdam | 2e       |             |
| 1974 | Championnats d'Europe en salle | Göteborg  | 1er      |             |
| 1974 | Championnats d'Europe          | Rome      | 5e       |             |
| 1975 | Championnats d'Europe en salle | Katowice  | 2e       |             |
| 1975 | Universiade                    | Rome      | 1er      |             |
| 1976 | Jeux olympiques                | Montréal  | 13e      |             |

### Records
| Épreuve     | Épreuve   | Performance | Lieu     | Date         |
| ----------- | --------- | ----------- | -------- | ------------ |
| Triple saut | Plein air | 17,06 m     | Varsovie | 2 juin 1973  |
| Triple saut | Salle     | 17,03 m     | Göteborg | 10 mars 1974 |